# 293 до н. е.

## Події
- засновано найдавніший (із відомих) римський храм на честь богині Венери.

## Померли
- Чанак'я — індійський брахман, який відіграв провідну роль у зведенні Чандрагупти на престол царства Магадха і в знищенні влади колишньої династії — Нанда.